# Peter Larkin (Filmarchitekt)
Peter Larkin (* 28. August 1926 in Boston, Massachusetts; † 16. Dezember 2019 in Bridgehampton, New York) war ein US-amerikanischer Bühnenbildner und Filmarchitekt.

## Leben und Wirken
Der im Großraum Boston aufgewachsene Larkin hatte an der Yale University studiert und anschließend als Szenenbildner an New Yorker Broadway-Bühnen gearbeitet. Von Ende 1951 bis Mitte 1986 war Larkin Bühnenbildner bei Stücken wie Die Wildente, First Lady, Bei Anruf Mord, Das kleine Teehaus (The Teahouse of the August Moon), Ondine, Peter Pan, Wer den Wind sät (Inherit the Wind), No Time for Sergeants, Shangri-La, Zwang, Miss Isobel, Blue Denim, Goldilocks, The Shadow of a Gunman, Greenwillow, Die Möwe, Hexenjagd, Scuba Duba, Les Blancs, Twigs, Wise Child, Thieves, Ladies at the Alamo, Dancin’, Break a Leg, Doonesbury, The Rink und Big Deal. Seine letzte Broadway-Tätigkeit war 2003 die eines Bühnenbild-Beraters bei der Inszenierung von Salome mit den Oscar-Preisträgern Marisa Tomei in der Titelrolle und Al Pacino als Herodes Antipas. Für seine Bühnenbilder zu Ondine und The Teahouse of the August Moon (1954) und für Inherit the Wind und No Time For Sergeants (1956) erhielt Larkin jeweils einen Tony Award. Weitere Nominierung für diesen renommierten Theaterpreis folgten.
Peter Larkin war bereits 53 Jahre alt, als er seinen ersten Auftrag für eine Filmarchitektur erhielt. Sehr frühzeitig entwarf er die Kulissen für hochwertige Kinounterhaltung, darunter die Komödien Die verrückten Nachbarn, Tootsie, Ruben, Ruben, Noch drei Männer, noch ein Baby, Bean – Der ultimative Katastrophenfilm und Miss Undercover. Seltener übernahm er Aufträge für andere, dramatischere Filmstoffe. 1997/98 entwarf Peter Larkin die Bauten für die Fernsehserie Maximum Bob. Nach der Komödie Ein Chef zum Verlieben mit Sandra Bullock und Hugh Grant beendete der 76-Jährige seine Arbeit für das Kino.

## Filmografie (komplett)
- 1980: Nachtfalken (Nighthawks)
- 1981: Die verrückten Nachbarn (Neighbors)
- 1982: Tootsie
- 1983: Ruben, Ruben (Reuben, Reuben)
- 1983: The Lost Honor of Kathryn Beck (Fernsehfilm)
- 1984: Der Tanz des Drachen (The Last Dragon)
- 1984: Tödliche Beziehung (Compromising Positions)
- 1985: Power – Weg zur Macht (Power)
- 1986: Das Geheimnis meines Erfolges (The Secret of My Success)
- 1987: Noch drei Männer, noch ein Baby (Three Men and a Baby)
- 1988: Last Rites
- 1989: Everybody Wins (Everybody Wins)
- 1990: Das Leben stinkt (Life Stinks)
- 1992: Night and the City
- 1992: Das Kartenhaus (House of Cards)
- 1993: Ein Concierge zum verlieben (For Love or Money)
- 1993: Tess und ihr Bodyguard (Guarding Tess)
- 1994: Auf Kriegsfuß mit Major Payne (Major Payne)
- 1995: Schnappt Shorty (Get Shorty)
- 1996: Der Club der Teufelinnen (The First Wives Club)
- 1996: Bean – Der ultimative Katastrophenfilm (Bean – The Ultimate Disaster Movie)
- 1997–98: Maximum Bob (Fernsehserie)
- 1999: Second Chance – Alles wird gut (The Crew)
- 2000: Miss Undercover (Miss Congeniality)
- 2001: Abendessen mit Freunden (Dinner With Friends) (Fernsehfilm)
- 2002: Ein Chef zum Verlieben (Two Weeks Notice)